# Segretario di Stato per la guerra

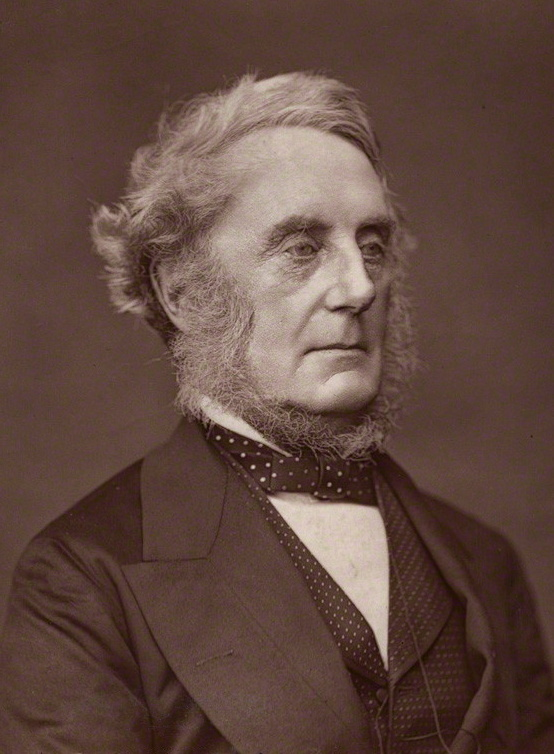
Edward Cardwell, successivamente visconte Cardwell, segretario di Stato per la guerra dal 1868 al 1874; architetto delle riforme Cardwell

Il segretario di Stato per la guerra (Secretary of State for War), comunemente chiamato segretario per la guerra (War Secretary), era una carica prima del gabinetto di governo inglese e poi di quello britannico.
Inizialmente l'incarico aveva il nome di segretario alla guerra (Secretary at War).

## Storia
Un segretario alla Guerra vi fu già dal 1661 con Sir William Clarke.
La carica nel gabinetto fu per prima tenuta da Henry Dundas (nominato nel 1794). Nel 1801 la carica divenne quella di segretario di Stato per la guerra e le colonie, per essere di nuovo separata nel 1854. Venne ricoperta fra gli altri da Robert Walpole, Henry Pelham, Henry Fox, lord Palmerston e lord Macaulay. Il segretario di Stato dirigeva il War Office ed era assistito da un sottosegretario di Stato per la guerra parlamentare, un sottosegretario privato che era anche un parlamentare, e un segretario militare, che era un generale.
Nel 1940 il premier britanniche assunse l'incarico di coordinamento delle tre forze armate anche come ministro della difesa 
Nel 1946, con la creazione di un livello di gabinetto di ministro della difesa separato dal primo ministro, il segretario per la Guerra cessò di far parte del gabinetto di governo. L'ufficio venne infine abolito, insieme a quello di primo lord dell'ammiragliato e di segretario di Stato per l'aeronautica, il 1º aprile 1964, che vennero unificate nel segretario di Stato alla difesa - a capo di un nuovo unito Ministero della difesa.

## Segretari alla guerra (1661–1794)
| Nominativo                 | Inizio mandato | Fine mandato |
| -------------------------- | -------------- | ------------ |
| Sir William Clarke         | 1661           | 1666         |
| Matthew Locke              | 1666           | 1683         |
| William Blathwayt          | 1683           | 1692         |
| George Clarke              | 1692           | 1704         |
| Henry St John              | 1704           | 1708         |
| Robert Walpole             | 1708           | 1710         |
| George Granville           | 1710           | 1712         |
| Sir William Wyndham, Bt    | 1712           | 1713         |
| Francis Gwyn               | 1713           | 1714         |
| William Pulteney           | 1714           | 1717         |
| James Craggs the Younger   | 1717           | 1718         |
| The Viscount Castlecomer   | 1718           | 1718         |
| Robert Pringle             | 1718           | 1718         |
| George Treby               | 1718           | 1720         |
| Thomas Trevor              | 1720           | 1724         |
| Hon. Henry Pelham          | 1724           | 1730         |
| Sir William Strickland, Bt | 1730           | 1735         |
| Sir William Yonge, Bt      | 1735           | 1741         |
| Thomas Winnington          | 1741           | 1746         |
| Henry Fox                  | 1746           | 1755         |
| The Viscount Barrington    | 1755           | 1761         |
| Hon. Charles Townshend     | 1761           | 1762         |
| Welbore Ellis              | 1762           | 1765         |
| The Viscount Barrington    | 1765           | 1778         |
| Charles Jenkinson          | 1778           | 1782         |
| Thomas Townshend           | 1782           | 1782         |
| Sir George Yonge, Bt       | 1782           | 1783         |
| Richard FitzPatrick        | 1783           | 1783         |
| Sir George Yonge, Bt       | 1783           | 1794         |

## Segretari per la guerra (1794–1854)
| William Windham e Henry Dundas (presidente del Consiglio di controllo) | 1794 | 1801 |
| Charles Philip Yorke                                                   | 1801 | 1803 |
| Charles Bragge                                                         | 1803 | 1804 |
| William Dundas                                                         | 1804 | 1806 |
| Richard FitzPatrick                                                    | 1806 | 1807 |
| Sir James Murray-Pulteney, Bt                                          | 1807 | 1809 |
| Lord Granville Leveson-Gower                                           | 1809 | 1809 |
| The Viscount Palmerston                                                | 1809 | 1828 |
| Sir Henry Hardinge                                                     | 1828 | 1830 |
| Lord Francis Leveson-Gower                                             | 1830 | 1830 |
| Charles Williams-Wynn                                                  | 1830 | 1831 |
| Sir Henry Parnell, Bt                                                  | 1831 | 1832 |
| Sir John Hobhouse, Bt                                                  | 1832 | 1833 |
| Edward Ellice                                                          | 1833 | 1834 |
| John Charles Herries                                                   | 1834 | 1835 |
| Viscount Howick                                                        | 1835 | 1839 |
| Thomas Babington Macaulay                                              | 1839 | 1841 |
| Sir Henry Hardinge                                                     | 1841 | 1844 |
| Sir Thomas Fremantle, Bt                                               | 1844 | 1845 |
| Hon. Sidney Herbert                                                    | 1845 | 1846 |
| Hon. Fox Maule                                                         | 1846 | 1852 |
| Robert Vernon Smith                                                    | 1852 | 1852 |
| William Beresford                                                      | 1852 | 1852 |
| Hon. Sidney Herbert                                                    | 1852 | 1854 |

## Segretari di Stato per la guerra (1854–1964)
| Nome         | Nome                                         | Ritratto                              | Termine dell'ufficio | Termine dell'ufficio | Partito politico   | Primo Ministro                       | Primo Ministro                                                |                                                               |
| ------------ | -------------------------------------------- | ------------------------------------- | -------------------- | -------------------- | ------------------ | ------------------------------------ | ------------------------------------------------------------- | ------------------------------------------------------------- |
|              | Duca di Newcastle                            |                                       | 12 giugno 1854       | 30 gennaio 1855      | Peeliti            |                                      | Conte di Aberdeen (Coalizione)                                | Conte di Aberdeen (Coalizione)                                |
|              | Lord Panmure                                 |                                       | 8 February 1855      | 21 February 1858     | Whig               |                                      | Conte di Derby                                                | Conte di Derby                                                |
|              | Jonathan Peel                                |                                       | 26 febbraio 1858     | 11 giugno 1859       | Conservatore       |                                      | Conte di Derby                                                | Conte di Derby                                                |
|              | Sidney Herbert                               |                                       | 18 giugno 1859       | 22 luglio 1861       | Liberale           |                                      | Visconte Palmerston                                           | Visconte Palmerston                                           |
|              | George Cornewall Lewis                       |                                       | 23 luglio 1861       | 13 aprile 1863       | Liberale           |                                      | Visconte Palmerston                                           | Visconte Palmerston                                           |
|              | Conte de Grey e Ripon                        |                                       | 28 aprile 1863       | 16 febbraio 1866     | Liberale           |                                      | Visconte Palmerston                                           | Visconte Palmerston                                           |
|              | Conte de Grey e Ripon                        | Conte di Russell                      | 28 aprile 1863       | 16 febbraio 1866     | Liberale           |                                      |                                                               |                                                               |
|              | Marchese di Hartington                       |                                       | 16 February 1866     | 26 June 1866         | Liberale           |                                      |                                                               |                                                               |
|              | Jonathan Peel                                |                                       | 6 luglio 1866        | 8 marzo 1867         | Conservatore       |                                      | XIV conte di Derby                                            | XIV conte di Derby                                            |
|              | John Pakington, I barone Hampton             |                                       | 8 marzo 1867         | 1 dicembre 1868      | Conservatore       |                                      | XIV conte di Derby                                            | XIV conte di Derby                                            |
|              | John Pakington, I barone Hampton             | Benjamin Disraeli                     | 8 marzo 1867         | 1 dicembre 1868      | Conservatore       |                                      |                                                               |                                                               |
|              | Edward Cardwell                              |                                       | 9 dicembre 1868      | 17 febbraio 1874     | Liberale           |                                      | William Ewart Gladstone                                       | William Ewart Gladstone                                       |
|              | Gathorne Hardy                               |                                       | 21 febbraio 1874     | 2 aprile 1878        | Conservatore       |                                      | Benjamin Disraeli                                             | Benjamin Disraeli                                             |
|              | Frederick Stanley                            |                                       | 2 aprile 1878        | 21 aprile 1880       | Conservatore       |                                      | Benjamin Disraeli                                             | Benjamin Disraeli                                             |
|              | Hugh Childers                                |                                       | 28 aprile 1880       | 16 dicembre 1882     | Liberale           |                                      | William Ewart Gladstone                                       | William Ewart Gladstone                                       |
|              | Marchese di Hartington                       |                                       | 16 dicembre 1882     | 9 giugno 1885        | Liberale           |                                      | William Ewart Gladstone                                       | William Ewart Gladstone                                       |
|              | W. H. Smith                                  |                                       | 24 giugno 1885       | 21 gennaio 1886      | Conservatore       |                                      | Marchese di Salisbury                                         | Marchese di Salisbury                                         |
|              | Visconte di Cranbrook                        |                                       | 21 gennaio 1886      | 6 febbraio 1886      | Conservatore       |                                      | Marchese di Salisbury                                         | Marchese di Salisbury                                         |
|              | Henry Campbell-Bannerman                     |                                       | 6 febbraio 1886      | 20 luglio 1886       | Liberale           |                                      | William Ewart Gladstone                                       | William Ewart Gladstone                                       |
|              | W. H. Smith                                  |                                       | 3 agosto 1886        | 14 gennaio 1887      | Conservatore       |                                      | Marchese di Salisbury                                         | Marchese di Salisbury                                         |
|              | Edward Stanhope                              |                                       | 14 gennaio 1887      | 11 agosto 1892       | Conservatore       |                                      | Marchese di Salisbury                                         | Marchese di Salisbury                                         |
|              | Henry Campbell-Bannerman                     |                                       | 18 agosto 1892       | 21 giugno 1895       | Liberale           |                                      | William Ewart Gladstone                                       | William Ewart Gladstone                                       |
|              | Henry Campbell-Bannerman                     | Conte di Rosebery                     | 18 agosto 1892       | 21 giugno 1895       | Liberale           |                                      |                                                               |                                                               |
|              | Marchese di Lansdowne                        |                                       | 4 luglio 1895        | 12 novembre 1900     | Liberale unionista |                                      | Marchese di Salisbury (Coalizione unionista)                  | Marchese di Salisbury (Coalizione unionista)                  |
|              | St John Brodrick                             |                                       | 12 novembre 1900     | 6 ottobre 1903       | Conservatore       |                                      | Marchese di Salisbury (Coalizione unionista)                  | Marchese di Salisbury (Coalizione unionista)                  |
|              | St John Brodrick                             | Arthur Balfour (Coalizione unionista) | 12 novembre 1900     | 6 ottobre 1903       | Conservatore       |                                      |                                                               |                                                               |
|              | H. O. Arnold-Forster                         |                                       | 6 ottobre 1903       | 4 dicembre 1905      | Liberale unionista |                                      |                                                               |                                                               |
|              | Richard Haldane (Visconte Haldane dal 1911)  |                                       | 10 dicembre 1905     | 12 giugno 1912       | Liberale           |                                      | Henry Campbell-Bannerman                                      | Henry Campbell-Bannerman                                      |
|              | Richard Haldane (Visconte Haldane dal 1911)  | H. H. Asquith                         | 10 dicembre 1905     | 12 giugno 1912       | Liberale           |                                      |                                                               |                                                               |
|              | J. E. B. Seely                               |                                       | 12 giugno 1912       | 30 marzo 1914        | Liberale           |                                      |                                                               |                                                               |
|              | H. H. Asquith (nel frattempo primo ministro) |                                       | 30 marzo 1914        | 5 agosto 1914        | Liberale           |                                      |                                                               |                                                               |
|              | Conte Kitchener                              |                                       | 5 agosto 1914        | 5 giugno 1916        | nessuno            |                                      |                                                               |                                                               |
|              | Conte Kitchener                              | H. H. Asquith (Coalizione)            | 5 agosto 1914        | 5 giugno 1916        | nessuno            |                                      |                                                               |                                                               |
|              | David Lloyd George                           |                                       | 6 luglio 1916        | 5 dicembre 1916      | Liberale           |                                      |                                                               |                                                               |
|              | Conte di Derby                               |                                       | 10 dicembre 1916     | 18 aprile 1918       | Conservatore       |                                      | David Lloyd George (Coalizione)                               | David Lloyd George (Coalizione)                               |
|              | Visconte Milner                              |                                       | 18 aprile 1918       | 10 gennaio 1919      | Conservatore       |                                      | David Lloyd George (Coalizione)                               | David Lloyd George (Coalizione)                               |
|              | Winston Churchill                            |                                       | 10 gennaio 1919      | 13 febbraio 1921     | Liberale           |                                      | David Lloyd George (Coalizione)                               | David Lloyd George (Coalizione)                               |
|              | Sir Laming Worthington-Evans, Bt             |                                       | 13 febbraio 1921     | 19 ottobre 1922      | Conservatore       |                                      | David Lloyd George (Coalizione)                               | David Lloyd George (Coalizione)                               |
|              | Conte di Derby                               |                                       | 24 ottobre 1922      | 22 gennaio 1924      | Conservatore       |                                      | Bonar Law                                                     | Bonar Law                                                     |
|              | Conte di Derby                               | Stanley Baldwin                       | 24 ottobre 1922      | 22 gennaio 1924      | Conservatore       |                                      |                                                               |                                                               |
|              | Stephen Walsh                                |                                       | 22 gennaio 1924      | 3 novembre 1924      | Laburista          |                                      | Ramsay MacDonald                                              | Ramsay MacDonald                                              |
|              | Sir Laming Worthington-Evans, Bt             |                                       | 6 novembre 1924      | 4 giugno 1929        | Conservatore       |                                      | Stanley Baldwin                                               | Stanley Baldwin                                               |
|              | Thomas Shaw                                  |                                       | 7 giugno 1929        | 24 agosto 1931       | Laburista          |                                      | Ramsay MacDonald                                              | Ramsay MacDonald                                              |
|              | Marchese di Crewe                            |                                       | 25 August 1931       | 5 November 1931      | Liberale           |                                      | Ramsay MacDonald (1° Gov. Nazionale)                          | Ramsay MacDonald (1° Gov. Nazionale)                          |
|              | Visconte Hailsham                            |                                       | 5 novembre 1931      | 7 giugno 1935        | Conservatore       | Ramsay MacDonald (2° Gov. Nazionale) | Ramsay MacDonald (2° Gov. Nazionale)                          |                                                               |
|              | Visconte Halifax                             |                                       | 7 giugno 1935        | 22 novembre 1935     | Conservatore       |                                      | Stanley Baldwin (3° Gov. Nazionale)                           | Stanley Baldwin (3° Gov. Nazionale)                           |
|              | Duff Cooper                                  |                                       | 22 novembre 1935     | 28 maggio 1937       | Conservatore       |                                      | Stanley Baldwin (3° Gov. Nazionale)                           | Stanley Baldwin (3° Gov. Nazionale)                           |
|              | Leslie Hore-Belisha                          |                                       | 28 maggio 1937       | 5 gennaio 1940       | Nazional Liberale  |                                      | Neville Chamberlain (4° Gov. Nazionale; Coalizione di guerra) | Neville Chamberlain (4° Gov. Nazionale; Coalizione di guerra) |
|              | Oliver Stanley                               |                                       | 5 gennaio 1940       | 11 maggio 1940       | Conservatore       |                                      | Neville Chamberlain (4° Gov. Nazionale; Coalizione di guerra) | Neville Chamberlain (4° Gov. Nazionale; Coalizione di guerra) |
| P.M.         | P.M.                                         | Min. della Difesa                     | 5 gennaio 1940       | 11 maggio 1940       | Conservatore       |                                      |                                                               |                                                               |
| P.M.         | P.M.                                         | Min. della Difesa                     |                      | Anthony Eden         |                    | 11 maggio 1940                       | 22 dicembre 1940                                              | Conservatore                                                  |
|              | Winston Churchill (Coalizione di guerra)     |                                       |                      | Anthony Eden         |                    | 11 maggio 1940                       | 22 dicembre 1940                                              | Conservatore                                                  |
|              | David Margesson                              |                                       | 22 dicembre 1940     | 22 febbraio 1942     | Conservatore       |                                      |                                                               |                                                               |
|              | Sir P. J. Grigg                              |                                       | 22 febbraio 1942     | 26 luglio 1945       | Nazionale          |                                      |                                                               |                                                               |
|              | Jack Lawson                                  |                                       | 3 agosto 1945        | 4 ottobre 1946       | Laburista          |                                      | Attlee                                                        | Attlee                                                        |
|              | Frederick Bellenger                          |                                       | 4 ottobre 1946       | 7 ottobre 1947       | Laburista          | A.V. Alexander                       | Attlee                                                        |                                                               |
|              | Emanuel Shinwell                             |                                       | 7 ottobre 1947       | 28 febbraio 1950     | Laburista          | A.V. Alexander                       | Attlee                                                        |                                                               |
|              | John Strachey                                |                                       | 28 febbraio 1950     | 26 ottobre 1951      | Laburista          | Shinwell                             | Attlee                                                        |                                                               |
|              | Antony Head                                  |                                       | 31 ottobre 1951      | 18 ottobre 1956      | Conservatore       |                                      | Churchill                                                     | Churchill                                                     |
| H. Alexander | Antony Head                                  |                                       | 31 ottobre 1951      | 18 ottobre 1956      | Conservatore       |                                      | Churchill                                                     |                                                               |
| Macmillan    | Antony Head                                  |                                       | 31 ottobre 1951      | 18 ottobre 1956      | Conservatore       |                                      | Churchill                                                     |                                                               |
|              | Antony Head                                  | Eden                                  | 31 ottobre 1951      | 18 ottobre 1956      | Conservatore       | Lloyd                                |                                                               |                                                               |
| Monckton     | Antony Head                                  | Eden                                  | 31 ottobre 1951      | 18 ottobre 1956      | Conservatore       |                                      |                                                               |                                                               |
|              | John Hare                                    | Eden                                  |                      | 18 ottobre 1956      | 6 gennaio 1958     | Conservatore                         | Head                                                          |                                                               |
|              | John Hare                                    |                                       | Macmillan            | 18 ottobre 1956      | 6 gennaio 1958     | Conservatore                         | Sandys                                                        |                                                               |
|              | Christopher Soames                           |                                       | Macmillan            | 6 gennaio 1958       | 27 luglio 1960     | Conservatore                         | Sandys                                                        |                                                               |
| Watkinson    | Christopher Soames                           |                                       | Macmillan            | 6 gennaio 1958       | 27 luglio 1960     | Conservatore                         |                                                               |                                                               |
|              | John Profumo                                 |                                       | Macmillan            | 27 luglio 1960       | 5 giugno 1963      | Conservatore                         |                                                               |                                                               |
| Thorneycroft | John Profumo                                 |                                       | Macmillan            | 27 luglio 1960       | 5 giugno 1963      | Conservatore                         |                                                               |                                                               |
|              | Joseph Godber                                |                                       | Macmillan            | 27 giugno 1963       | 21 ottobre 1963    | Conservatore                         |                                                               |                                                               |
|              | James Ramsden                                |                                       | 21 ottobre 1963      | 1 aprile 1964        | Conservatore       |                                      | Douglas-Home                                                  |                                                               |